# Curzio Malaparte

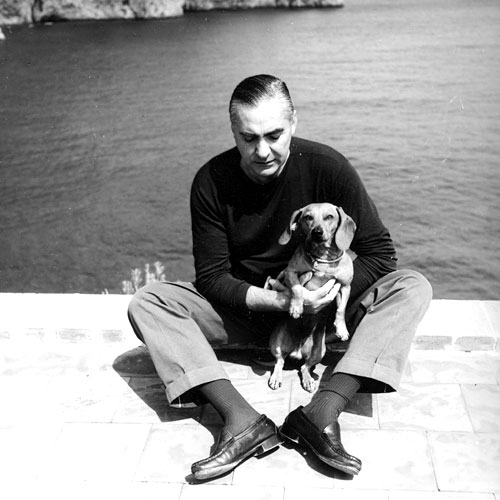
Malaparte siedzący na tarasie słonecznym na dachu płaskim swojej modernistycznej willi na wyspie Capri

Curzio Malaparte, właśc. Kurt Erich Suckert (ur. 9 czerwca 1898 w Prato, zm. 19 lipca 1957 w Rzymie) – włoski pisarz, dziennikarz i dyplomata.

## Życiorys
Jego matka była Włoszką z Lombardii, ojciec Niemcem. Podczas I wojny światowej służył w armii włoskiej. Karierę dziennikarską rozpoczął w 1918 roku. Od 1925 roku publikował pod pseudonimem Malaparte (powstałym poprzez skojarzenie z Napoleonem Bonaparte). Pracował jako dyplomata. Na początku lat 20. XX wieku był attaché kulturalnym w Warszawie.
W tym samym okresie związał się z ruchem faszystowskim, brał udział w marszu na Rzym. Był członkiem Narodowej Partii Faszystowskiej. Pozostawał jednak w ostrym sporze z Benito Mussolinim. W 1931 roku, po publikacji antytotalitarnego pamfletu Technika zamachu stanu, zerwał z tą partią i osiadł w Paryżu.
Po powrocie do Włoch w 1933 roku, został aresztowany, a następnie zesłany na wyspę Lipari. Malaparte zbudował na wyspie Capri swoją nadmorską willę w stylu modernizmu w 1937 r., gdzie gościł Le Corbusiera i Erwina Rommla; jest także miejscem znanym też z filmów fabularnych. Podczas II wojny światowej był korespondentem wojennym na froncie wschodnim, na którym przebywał w okupowanej przez Niemców Polsce, Rumunii, Finlandii, na Ukrainie oraz Bałkanach. To wtedy powstało najbardziej znane jego dzieło – Kaputt.
Za serię nieprzychylnych dla Niemców artykułów Malaparte został odwołany z frontu, przez pewien czas przebywał w Finlandii, potem wrócił do Włoch. W latach 1943–1946 współpracował z amerykańskimi wojskami okupacyjnymi we Włoszech. Po wojnie interesował się komunizmem, zwłaszcza jego chińską wersją – maoizmem. Odbył nawet podróż po Chinach, którą jednak musiał zakończyć przedwcześnie z powodu choroby. Jego dziennik z tej podróży pt. Io in Russia e in Cina ukazał się pośmiertnie w 1958 roku.
Zmarł na raka w 1957 roku.

## Twórczość

### Kaputt
Kaputt to książka reportażowa, pisana w latach 1941–1943, bezpośrednio pod wpływem działań wojennych oraz związanych z nimi zbrodni niemieckich. Książka szokuje okrucieństwem opisywanych w niej scen, jednak jeszcze bardziej wstrząsający jest brak reakcji ówczesnych sfer wyższych na doniesienia o zbrodniach. Wśród bohaterów książki znajdują się Hans Frank, Galeazzo Ciano, Ante Pavelić, generałowie Wehrmachtu, bokser Max Schmeling oraz przedstawiciele śmietanki towarzyskiej Rzymu, Berlina i Sztokholmu.

### Inne utwory
Poza Kaputt, najważniejszymi utworami Malapartego są: Zamach stanu (Tecnica del colpo di Stato, pierwsze wydanie w Paryżu w 1931) i Skóra (La Pelle, 1949) – powieść o powojennym Neapolu. Publikował też opowiadania (Szczęśliwy dzień, Sodoma i Gomora).